# Chithurst
Chithurst är en ort i civil parish Trotton with Chithurst, i distriktet Chichester, Storbritannien. Den ligger i grevskapet West Sussex och riksdelen England, i den södra delen av landet, 70 km sydväst om huvudstaden London. Chithurst ligger 36 meter över havet och antalet invånare är 328. Chithurst var en civil parish fram till 1974 när blev den en del av Trotton with Chithurst. Civil parish hade 229 invånare år 1961. Byn nämndes i Domedagsboken (Domesday Book) år 1086, och kallades då Titeherste.
Terrängen runt Chithurst är huvudsakligen platt, men åt sydost är den kuperad. Chithurst ligger nere i en dal. Runt Chithurst är det ganska tätbefolkat, med 134 invånare per kvadratkilometer. Närmaste större samhälle är Chichester, 18,3 km söder om Chithurst. Trakten runt Chithurst består i huvudsak av gräsmarker.